# Kieferiella delamarei
Kieferiella delamarei – gatunek widłonoga z rodziny Cyclopidae; jedyny przedstawiciel rodzaju Kieferiella.

## Systematyka
Gatunek ten opisała w 1971 roku francuska zoolożka Françoise Lescher-Moutoué, nadając mu nazwę Mesocyclops delamarei. W 1976 roku autorka ta wydzieliła go do osobnego rodzaju – Kieferiella.